# Fentimans

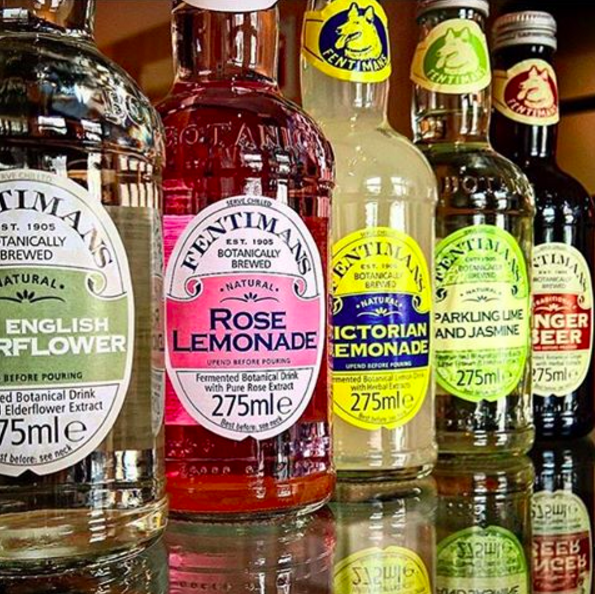
Часть ассортимента Fentimans

Fentimans — бренд пивоварен, работающих с растительным натуральным продуктом, базируется в Хексеме, Англия.

## История
Томас Фентиман, пудлер из Клекхитона, Западный Йоркшир, приобрёл рецепт имбирного пива на основе растений в 1905 году, когда товарищ-торговец обратился к Фентиману за ссудой. Заём так и не был возвращён, поэтому владельцем рецепта стал Томас, который основал компанию по продажи имбирного пива на дому, используя лошадь и телегу в качестве транспорта. Его имбирное пиво хранилось в каменных кувшинах ручной работы, известных как «серые куры», на которых был отпечатан лейбл Фентиманс, изображавший немецкую овчарку Томаса Бесстрашный, дважды выигравшей соревнование обидиенс Крафтса в 1933 и 1934 годах. Имбирное пиво, сваренное на основе растений, быстро стало популярным, и бизнес рос. Было открыто несколько пивоваренных и производственных предприятий на севере Англии.
Для компании наступили тяжёлые времена, когда на рынок безалкогольных напитков вышли супермаркеты. В результате продажи Серых Кур (каменные банки, в которых продавалось имбирное пиво) упали, и в середине 1960-х годов компания закрылась. Но в 1988 году правнук Томаса Фентимана восстановил бизнес, поставив перед собой задачу производить напитки первоначальным способом с использованием традиционного рецепта имбирного пива и 100 % натуральных ингредиентов. С тех пор, старомодные продукты и винтажные товары становятся всё более популярными, и Fentimans пользуется волной популярности.
С 1905 года Fentimans производит газированные напитки из растений с ингредиентами, включая корни, кору и цветы, и, за исключением добавления новых вкусов, Fentimans по-прежнему делают свои газированные напитки такими же, как и на рубеже веков. Были обновлены некоторые производственные процессы, например, введена пастеризация для продления срока хранения напитков.

### XXI век
Fentimans рассчитывает удвоить свой оборот с 2015 по 2019 год за счёт спроса со стороны континентальной Европы и США. Fentimans имеет франшизу в США, где продукция производится в Пенсильвании и доступна по всей Северной Америке. Более двух третей зарубежных продаж Fentimans приходится на Европу, а остальная части приходится на США, Японию, Южную Америку, Канаду и Россию. И британские, и американские подразделения используют один и тот же рецепт и методы пивоварения для создания фентиманов. Северная Америка закупила пивоваренное оборудование, идентичное тому, которое использовалось несколько десятилетий назад, чтобы сохранить характерный вкус.
Поскольку сейчас появился рынок «без употребления», Fentimans считают, что их безглютеновое алкогольное имбирное пиво «идеально подходит» для удовлетворения этого спроса. Еще одно быстрорастущее направление бизнеса - напитки для приготовления коктейлей Fentimans. К ним относятся тоник, диетический тоник, розовый лимонад, горький лимонад и имбирный эль.

### Растительное пивоварение
Растительное пивоварение Томаса Фентимана — это техника, использующая сочетание настаивания, смешивания и ферментации натуральных ингредиентов. Этот подход не сильно изменился за более чем 100 лет, поскольку знания и опыт передавались из поколения в поколение в семье Фентиманов.
Первоначальный рецепт Томаса Фентимана включал измельчение корней имбиря перед тем, как положить их в медные сковороды с паровой системой и оставить их на медленном огне для высвобождения аромата. Затем добавляли натуральные растительные ингредиенты, такие как травы, натуральные ароматизаторы, сахар, родниковую воду и пивные дрожжи, тщательно перемешивали и вместе кипятили. Затем жидкость переливали в деревянные чаны и оставляли для ферментации. Жидкость продолжала брожение, а затем была перелита из деревянных чанов в культовые каменные кувшины ручной работы («серые куры»), где она была готова к употреблению в течение семи дней.

## Продукция
Текущие продукты Fentimans:

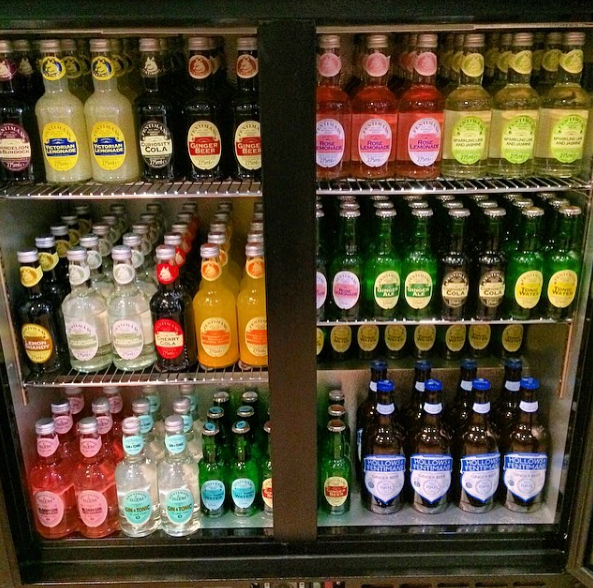
Вся линейка Fentimans

Безалкогольные напитки (275 мл / 750 мл)
- Curiosity Cola
- Cherry Cola
- Dandelion & Burdock
- Mandarin and Seville Orange Jigger
- Lemon Shandy
- Victorian Lemonade
- Rose Lemonade
- Traditional Ginger Beer
- Sparkling Lime and Jasmine
- Gently Sparkling Elderflower
- Old English Root Beer
- Apple and Blackberry
- Sparkling Raspberry
- Pink Ginger

Миксеры (125 мл / 500 мл)
- Ginger Ale
- Tonic Water / Light Tonic Water
- Rose Lemonade
- Curiosity Cola
- Pink Grapefruit Tonic Water
- Valencian Orange Tonic Water
- Connoisseurs Tonic Water
- Pink Rhubarb Tonic Water
- Oriental Yuzu Tonic
- Tropical Soda
- Elderflower & Rose Tonic

Крафтовое пиво
- Hollows & Fentimans Alcoholic Ginger Beer